# Joseph Mazzello
Joseph Francis Mazzello III (Rhinebeck, 21 settembre 1983) è un attore statunitense di origini italiane ed irlandesi.

## Biografia
Fratello di John Mazzello (anche lui attore), Joseph ha iniziato la sua attività cinematografica ancora bambino, affermandosi come giovane attore negli anni novanta e riscuotendo notevole successo a livello internazionale, guadagnandosi l'apprezzamento del pubblico e il favore della critica. Ha frequentato prestigiose scuole, ossia la Our Lady of Lourdes High School e la University of Southern California.
Numerosi e rilevanti i film a cui l'attore ha preso parte nel corso della sua carriera: Jurassic Park di Steven Spielberg (1993) e il suo seguito del 1997, Viaggio in Inghilterra (1993), The River Wild - Il fiume della paura (1994); ha lavorato con attori di fama mondiale, affiancando anche altre giovani promesse del mondo del cinema quali Miko Hughes nel film La voce dell'innocenza (1990), Jesse Bradford in Presunto innocente (1990), Elijah Wood ne Il grande volo (1992), Brad Renfro in Amici per sempre (1995), Bill Mumy e Brock Pierce in Tre desideri (1995), Colton James ne Il mondo perduto - Jurassic Park (1997), Ian Michael Smith in Simon Birch (1998), Spencer Breslin in Quando meno te lo aspetti (2004), Kevin Zegers in The Hollow - La notte di Ognissanti (2004), Patrick Labyorteaux.
Nel 2018 ha interpretato John Deacon, il bassista dei Queen, nel biopic Bohemian Rhapsody.

## Riconoscimenti
Per quattro volte è stato candidato ai premi Young Artist Awards, nel 1993 per il film Il grande volo (1992), nel 1996 insieme a Brad Renfro per Amici per sempre (1995) e nel 1999 per Simon Birch (1998), insieme a Ian Michael Smith, vincendolo nel 1994 per Jurassic Park (1993); con quest'ultimo film l'attore ha guadagnato anche una candidatura ai Saturn Award.

## Filmografia

### Cinema
- La voce dell'innocenza (Unspeakable Acts) - film TV (1990)
- Presunto innocente (Presumed Innocent), regia di Alan J. Pakula (1990)
- Il grande volo (The Radio Flyer), regia di Richard Donner (1992)
- Quell'uomo sarà mio (Jersey Girl) (1992)
- Legami di sangue, vincoli d'amore (Desperate Choices: To Save My Child) - film TV (1992)
- Jurassic Park, regia di Steven Spielberg (1993)
- Viaggio in Inghilterra (Shadowlands), regia di Richard Attenborough (1993)
- The River Wild - Il fiume della paura (The River Wild), regia di Curtis Hanson (1994)
- A Father for Charlie (High Lonesome) - film TV (1995)
- Amici per sempre (The Cure), regia di Peter Horton (1995)
- Tre desideri (Three Wishes), regia di Martha Coolidge (1995)
- Il mondo perduto - Jurassic Park (The Lost World: Jurassic Park), regia di Steven Spielberg (1997)
- Star Kid (1997)
- Simon Birch (Angels and Armadillos), regia di Mark Steven Johnson (1998)
- Wooly Boys, regia di Leszek Burzynski (2001)
- Quando meno te lo aspetti (Raising Helen), regia di Garry Marshall (2004)
- The Hollow - La notte di Ognissanti (The Hollow), regia di Kyle Newman (2004)
- The Sensation of Sight (2006)
- Matters of Life and Death - cortometraggio (2007)
- The Social Network, regia di David Fincher (2010)
- G.I. Joe - La vendetta (G.I. Joe: Retaliation), regia di Jon M. Chu (2013)
- Undrafted (2016)
- Bohemian Rhapsody, regia di Bryan Singer (2018)
- Unexpected, regia di David Hunt (2023)

### Televisione
- Providence - serie TV, episodi: "The Eleventh Hour"; "The Eleventh Hour: Part 2" (2002)
- CSI - Scena del crimine (CSI: Crime Scene Investigation) - serie TV, episodio "Colpo a sorpresa" ("One Hit Wonder") (2003)
- Senza traccia (Without a Trace) - serie TV, episodio "La resa dei conti" ("Legacy") (2004)
- The Pacific - miniserie TV (2010)
- Coma, regia di Mikael Salomon – miniserie TV (2012)
- Person of Interest - serie TV, episodi: "RAM"; "La casa divisa" (2014)
- Elementary - serie TV, episodio: "Veleni" (2016)
- Impeachment - serie TV, episodi: "Resta accanto al tuo uomo"; "La resa dei conti" (2021)

## Doppiatori italiani
Nelle versioni in italiano delle opere in cui ha recitato, Joseph Mazzello è stato doppiato da:
- Simone Crisari in Viaggio in Inghilterra, The River Wild - Il fiume della paura, Amici per sempre
- Davide Perino in The Pacific, G.I. Joe - La vendetta, Elementary
- George Castiglia in Jurassic Park
- Alessio De Filippis in Il mondo perduto - Jurassic Park
- Alberto Bognanni in Wooly Boys
- Nanni Baldini in CSI - Scena del crimine
- Simone Veltroni in The Social Network
- Emiliano Coltorti in Person of Interest
- David Chevalier in Justified
- Stefano Brusa in Bohemian Rhapsody